# 钱佳睿
钱佳睿（1992年5月30日—），江苏姜堰人，中国女子击剑运动员。

## 战绩
她在13岁时进入体校，开始练习击剑。她曾获得2018年亚洲运动会女子佩剑个人金牌以及女子佩剑团体银牌。